# Maja (kincstárnok)
| G20 | M17 | M17 | G1 | A51 |

| G20 | M17 | M17 | G1 | A51 |

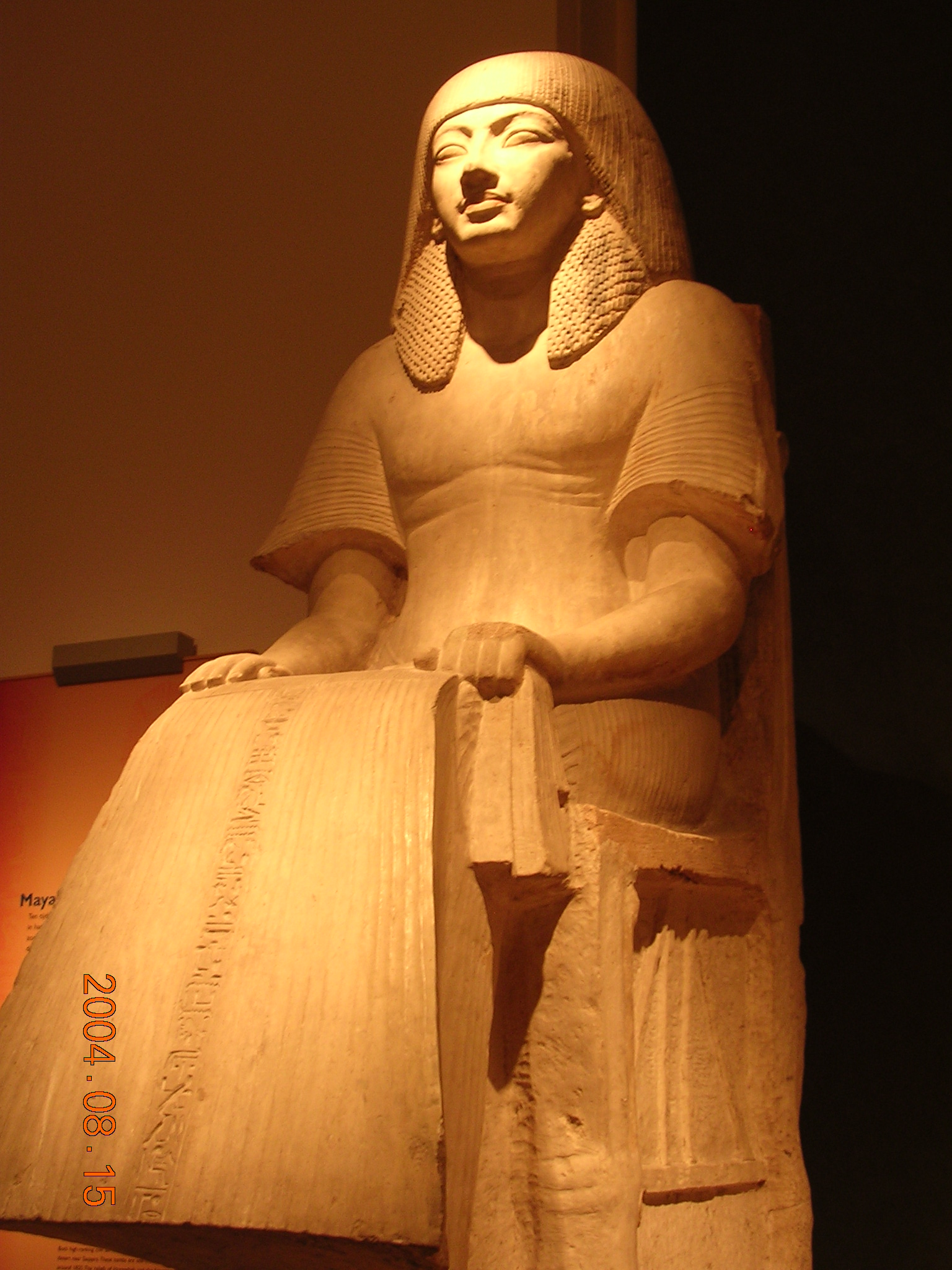
Maja leideni szobra

Maja az ókori egyiptomi XVIII. dinasztia korában a legfelsőbb hivatalnokrétegbe tartozott, a király szolgája, az örökkévalóság helyén folytatott munkák főfelügyelője, királyi irnok, és a kincstár elöljárója címeket töltötte be Tutanhamon és Ay uralkodása alatt. Tutanhamonhoz fűződő személyes barátságának és örök elkötelezettségének meghitt bizonyítéka egy csodálatos búcsúajándék a fáraó sírjában – egy miniatűr koporsóban a halotti ágyán fekvő uralkodó képmása, két oldalán a halott király két lelkét megszemélyesítő lélekmadár-ábrázolással – ami a fiatalon elhunyt uralkodót az örökkévalóság számára ajánlotta. Sírjának épségét védte, a két későbbi behatolás után a károkat helyreállíttatta (valószínűleg Horemheb 8. évében).
Az Amarna-reform utáni vallási restauráció után Horemheb bizalmát is élvezte, uralkodása alatt a pénzügyminisztere volt, valamint az építkezéseinek irányítója a karnaki nagytemplomban.

## Sírja
Koordináták: é. sz. 29° 51′ 59″, k. h. 31° 13′ 01″29.866322°N 31.216847°E

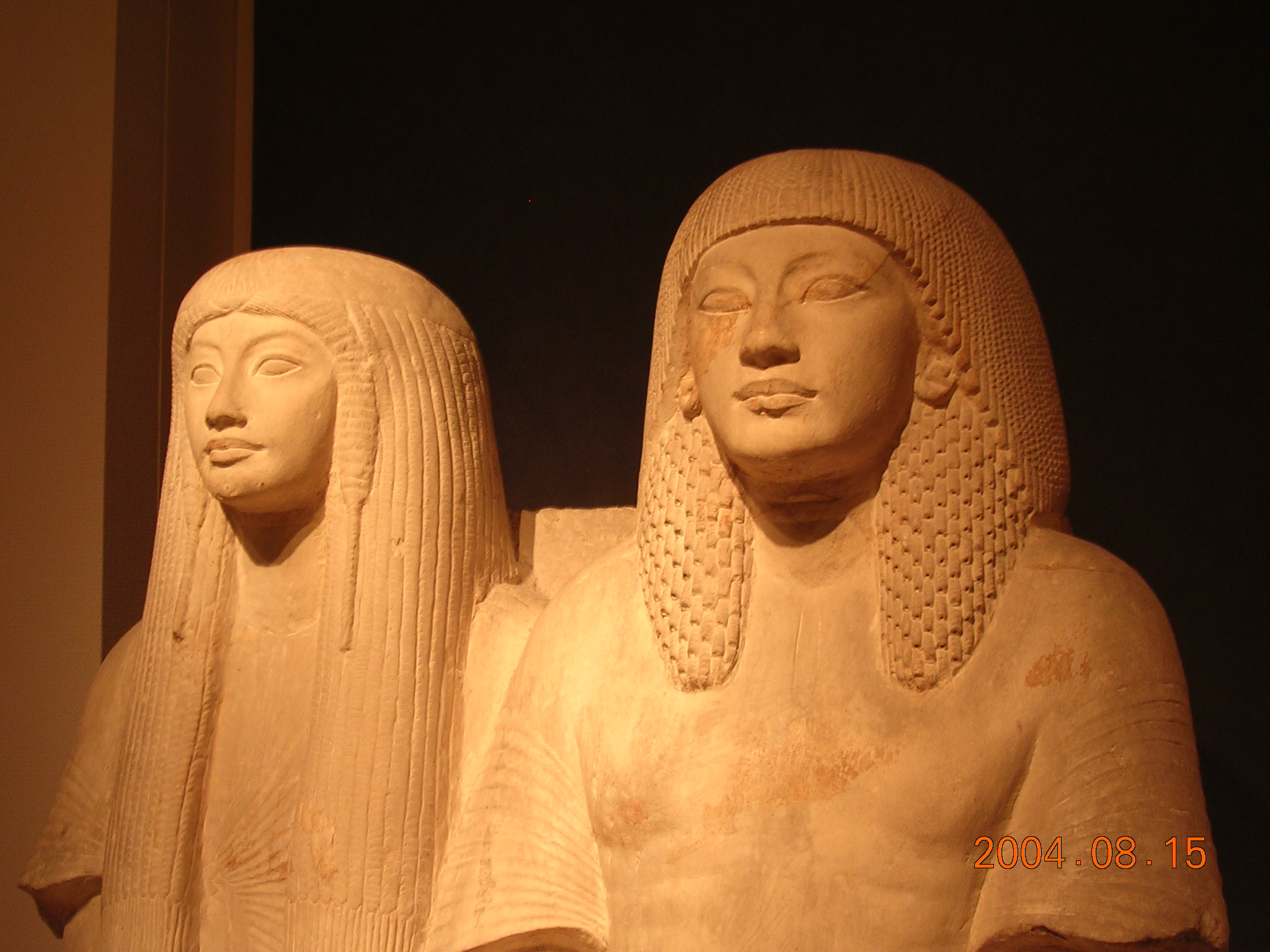
Merit és Maja szobra a leideni Rijksmuseum van Oudhedenben

Szakkarai sírjáról először 1843-ban Karl Richard Lepsius porosz expedíciója adott jelentést, melynek során a sír külső felépítményéből csodálatos reliefek sora került Berlinbe. (Sajnos ezek a második világháború alatt teljesen elpusztultak.) Ezután a sír pontos helye egészen 1986-ig feledésbe merült. Az 1975-től a szakkarai nekropoliszban kutató Egypt Exploration Society angol és a leideni Rijksmuseum van Oudheden holland kutatócsoportja Maja sírját keresve először Horemheb még hadvezér korában, trónra lépése előtt készült elveszett sírját találta meg, majd 11 év eredményes kutatása után szinte véletlenül talált rá a 18 méter mélyen lévő sírkamrára, ami Maja és felesége, Merit számára készült. Geoffrey T. Martin és dr. Jacobus Van Dijk épp egy Ramosze nevű katonatiszt helyi sírjának egy aknáját tárta föl, mikor rájöttek, hogy innen, egy rablók által vágott alagúton keresztül egy szomszédos sír föld alatti részébe juthatnak. A faragott reliefekkel borított aranysárga színben pompázó terem feliratainak gyors tanulmányozása után Van Dijk felkiáltott: „Úristen, ez Maja!”

## Külső hivatkozások
- Maja ajándéka a halott fáraónak
- Rijksmuseum van Oudheden Leiden, Egyiptomi kiállítása